# 1962年7月5日體育場
1962年7月5日體育場(阿拉伯語：ملعب 5 جويلية 1962)(名字的由來為阿爾及利亞於1962年7月5日脫離法國獨立)是位於阿爾及利亞阿爾及爾的足球和田徑體育場。它於1972年啟用，可容納95,000人。本體育場曾為1975年地中海運動會、1978年全非運動會、2004年泛阿拉伯運動會和2007年全非運動會的主場館。在1999年正式符合現行安全標准後，體育場的容量減少到80,200人，並在2003年進行了新階段的翻新。在未來的翻新後，容納人數將降低至80,000人。

## 外部連結
- Stade 5 Juillet 1962 - goalzz.com （页面存档备份，存于）
- Stadium information - cafe.daum.net/stade （页面存档备份，存于）
- Stadium information - worldstadiums.com （页面存档备份，存于）

| 前任： 伊茲密爾阿塔圖克體育場 伊茲密爾 | 地中海運動會 主場館 1975   | 繼任： 波倫德體育場 斯普利特       |
| 前任： 拉哥斯國家體育場 拉哥斯         | 全非運動會 主場館 1978     | 繼任： Kasarani Stadium 奈洛比     |
| 前任： Stade Mohamed V 達爾貝達        | 非洲國家盃 決賽場地 1990   | 繼任： Stade Leopold Senghor 達卡  |
| 前任： Stade Leopold Senghor 達卡      | 非洲田徑錦標賽 場地 2000   | 繼任： 雷茲奧林匹克體育場 突尼斯市 |
| 前任： 安曼國際體育場 安曼             | 泛阿拉伯運動會 主場館 2004 | 繼任： 開羅國際體育場 開羅         |
| 前任： 阿布加體育場 阿布加             | 全非運動會 主場館 2007     | 繼任： Zimpeto Stadium 馬布多      |

36°45′35.60″N 2°59′42.70″E / 36.7598889°N 2.9951944°E